# Şiyəkəran
Şiyəkəran è un comune dell'Azerbaigian situato nel distretto di Astara.